# Macintosh SE/30

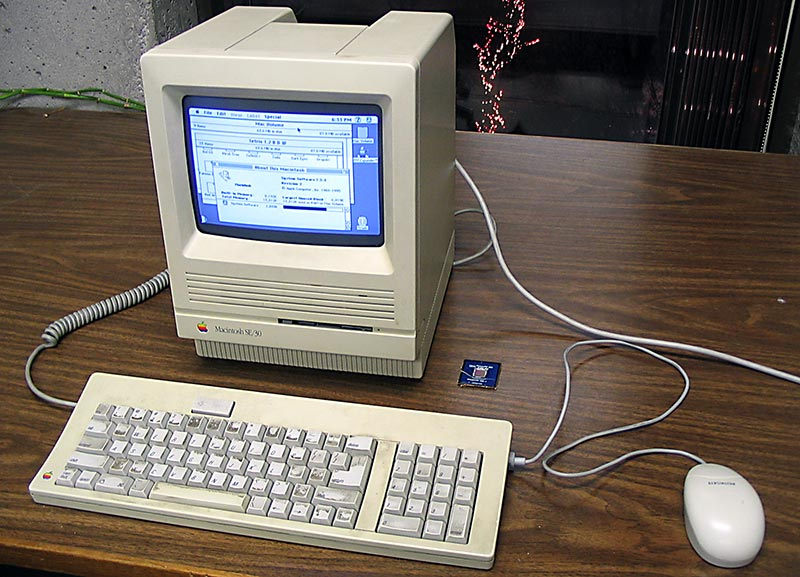
Un Macintosh SE/30 con diverse finestre aperte sul desktop

Il Macintosh SE/30 è un personal computer prodotto da Apple. È stato presentato il 19 gennaio 1989 come sostituto del Macintosh SE e del Macintosh Plus ed è rimasto in commercio fino al 21 ottobre 1991. È stato il primo computer commercializzato da Apple ad offrire la nuova unità floppy SuperDrive, in grado di leggere i dischi da 3,5" e 1,44 MB di capacità. Al momento della sua introduzione il Macintosh SE/30 era il più veloce ed espandibile computer della serie Macintosh.

## Descrizione
Il Macintosh SE/30 era essenzialmente un Macintosh IIx inserito nel case del Macintosh SE con un monitor in bianco e nero ed un singolo slot di espansione di tipo PDS al posto degli slot NuBus dei computer della serie Macintosh II. Inoltre, rispetto al predecessore Macintosh SE era stato sacrificato uno degli slot destinati ad accogliere le unità floppy SuperDrive per recuperare un alloggiamento per installare un disco rigido interno da 40 MB. Il computer di base era venduto sui 4.400 dollari, prezzo che saliva a 4.900 dollari optando per il disco rigido da 80 MB.
Il Macintosh SE/30 offriva 8 slot SIMM per installare diversi tagli di memoria: di serie era offerto con configurazioni da 1 a 4 MB ma l'utente poteva espandere il computer solo fino a 8 MB, il massimo gestibile dal firmware originale. Nonostante la CPU avesse la capacità di gestire indirizzi a 32 bit, il firmware del computer conteneva porzioni di codice a 24 bit e per questo motivo non era in grado di usare tutto lo spazio di indirizzi del 68030. Per poter gestire tagli superiori di memoria l'utente doveva acquistare un particolare software denominato MODE32, prodotto da Connectix, che permetteva di utilizzare fino a 128 MB di RAM (il computer può supportare fino a 8 moduli SIMM da 16 MB, per un totale di 128 MB di RAM). Alternativamente alcuni utenti provvedevano alla sostituzione del chip ROM che conteneva il firmware del computer con quello montato sui Macintosh IIsi e Macintosh IIfx, grazie al quale era possibile non solo accedere ai 128 MB di RAM ma anche caricare fino al Mac OS 8.1, l'ultima versione del sistema di Apple che supportasse le CPU 68k. Il Macintosh SE/30 di serie supportava il Classic Mac OS fino alla versione 7.5.5 perché dalla 7.6 in poi il sistema operativo richiedeva un firmware completamente a 32 bit.
L'adozione della CPU 68030 operante a 16 MHz, la stessa del Macintosh IIx, lo rese il più veloce modello della serie di macchine derivate dal Macintosh originale: il computer risultava fino a 4 volte più prestazionale dei precedenti sistemi. Inoltre, Apple introduceva per la prima volta in un suo computer un coprocessore matematico: il Macintosh SE/30 integrava infatti un Motorola 68882 per aiutare la CPU nei calcoli con i numeri in virgola mobile.
Nonostante il computer fosse stato dotato della capacità di supportare la grafica a colori, per contenere il costo era stato deciso di adottare lo stesso monitor in bianco e nero dei precedenti modelli della serie Macintosh. Il monitor integrato era comunque in grado di visualizzare immagini in scala di grigi: ciò era possibile acquistando schede grafiche di terzi da inserire nello slot di espansione, come la Micro Xceed che permetteva di pilotare un monitor a colori esterno oppure visualizzare appunto sul monitor interno le immagini con 256 tonalità di grigio. Un'altra alternativa per la grafica a colori era la ScuzzyGraph, una periferica SCSI esterna che permetteva di ottenere su un monitor esterno immagini con 8 colori e fino a 1.280×1.024 pixel, a seconda del modello acquistato.
La macchina venne sostituita nel 1991 dal Macintosh Classic II, un computer più lento del Macintosh SE/30, nonostante l'uso della stessa CPU, e senza slot di espansione ma sensibilmente più economico.
Esiste una curiosità inerente alla scelta del nome. Apple aveva iniziato ad indicare la presenza della CPU Motorola 68030 apponendo una "x" al nome del computer, come nel caso del Macintosh IIx e del Macintosh IIcx. Quando fu la volta del Macintosh SE, la dirigenza Apple decise prudentemente di scegliere "SE/30" al posto di "SEx", non reputando quest'ultima una buona scelta commerciale ("Sex" in inglese significa "sesso").

## Caratteristiche tecniche
Queste sono le caratteristiche tecniche principali del computer:
- CPU: Motorola Motorola 68030 a 16 MHz
- FPU: Motorola 68882 a 16 MHz
- ROM: 256 KB
- RAM:
  - 8 connettori per moduli SIMM
  - tagli supportati: 256 KB, 1 MB, 4 MB, 16 MB (questi ultimi non ufficialmente supportati da Apple)
  - RAM installata di serie: da 1 a 4 MB
  - RAM massima indirizzabile: 8 MB
  - RAM massima installabile: 128 MB (tramite apposito driver o sostituendo il firmware)
- Video:
  - monitor CRT da 9"
  - risoluzione: 512 × 342 pixel
  - bianco e nero (o 256 livelli di grigio, aggiungendo una scheda grafica)
- Memorie di massa:
  - 1 floppy disk drive integrato, da 3,5" e 1,44 MB
  - 1 disco rigido interno da 40/80 MB (opzionale)
- Audio: 
  - Apple Sound Chip (ASC)
  - 4 canali stereo
- Porte di espansione:
  - 2 porte ADB per mouse e tastiera
  - 2 porte seriali
  - 1 porta per un'unità a dischi esterna
  - 1 slot di espansione Processor Direct Slot
  - 1 connettore SCSI
  - 1 porta audio stereo